# 아나미즈정
아나미즈정(일본어: 穴水町 아나미즈마치[*])은 일본 이시카와현 노토반도 중앙에 위치한 호스군에 소속되어 있는 정이다.

## 지리
북부, 서부는 구릉지이고 남부는 나나오 북만, 동부는 도야마만과 접한다. 기후는 1월, 2월에는 강설은 있지만 구릉이 바람을 차단하기 때문에 겨울에도 비교적 온난하다고 말할 수 있다.

## 역사
- 1889년 4월 1일 - 정촌제 시행으로 9개 촌이 합병해 아나미즈촌이 설치되었다.
- 1903년 8월 10일 - 정으로 승격해 아나미즈정이 설치되었다.
- 1908년 4월 1일 - 구 아나미즈정, 도보촌, 시마자키촌이 합병해 새로운 아나미즈정이 설치되었다
- 1944년 : 학도병의 집단 피난으로 오사카시 히가시도지마 국민학교의 아동을 수용하였다.
- 1945년 : 학동 집단 피난으로 오사카시 나카이즈미오 국민학교의 아동을 수용. 또한, 나카네 카야코가 연고지 피난을 떠나게 되었다.
- 2007년 3월 25일 - 노토반도 지진이 발생했고 정내에서는 최대 진도6강을 기록해 아나미즈 역전 지구, 상가, 시가지, 주택가에서 상당한 피해가 발생했다.
- 2024년 1월 1일 - 노토반도 지진이 발생했고 정내에서는 진도6강을 기록해 토사 무너짐이나 주택 붕괴, 도로 피해, 쓰나미 등 상당한 피해가 발생했다.

## 교통

### 공항
- 노토 공항

### 철도
- 노토 철도 나나오선

### 도로
- 노에쓰 자동차도
- 국도 249호선
- 국도 470호선